# Índex de Pearl
L'índex de Pearl és l'índex estadístic més comú per a mesurar l'eficàcia de mètodes anticonceptius en estudis clínics.

## Descripció
L'índex d'error del mètode anticonceptiu s'expressa amb l'índex de Pearl (IP)

## Càlcul
El càlcul de l'IP està basat en el nombre d'embarassos no planificats per cada 100 dones/any (100 dones-any), és a dir, el nombre d'embarassos que succeirien en un grup de 100 dones utilitzant el mètode durant un any.

## Fórmula
Calen tres dades per obtenir l'Índex de Pearl d'un estudi particular:
- El nombre total de mesos o cicles d'exposició de les dones en l'estudi,
- El nombre de gestacions observades, i
- La raó per la qual s'abandona l'estudi (gestació o altra raó).

Hi ha dos mètodes per calcular l'Índex de Pearl:
- Primer mètode: es divideix el nombre de gestacions entre els mesos d'exposició, i el resultat del quocient es multiplica per 1.200.
- Segon mètode: es divideix el nombre de gestacions entre els cicles menstruals experimentats per les dones de l'estudi, i després es multiplica per 1.300. En aquest mètode, al contrari que en l'anterior, es fa servir 1.300 en comptes de 1.200, ja que la durada del cicle menstrual és de 28 dies aproximadament, el que equival a 13 cicles l'any.